# Chilopoda
Los quilópodos (Chilopoda, del griego antiguo χεῖλος, kheilos, "labio" y del latín podos, "pie") son una clase de miriápodos comúnmente conocidos como ciempiés, centípedos y escolopendras. Su nombre se encuentra a veces incorrectamente escrito como cienpiés o cien pies.
Los ciempiés son animales alargados y metaméricos con un par de patas por segmento corporal. Todos son venenosos y pueden infligir picaduras dolorosas, inyectando su veneno a través de apéndices bucales en forma de pinza conocidos como forcípulas o toxicognatos que, en realidad, son patas modificadas en lugar de colmillos. A pesar de su nombre, ninguna especie de ciempiés tiene exactamente 100 patas. El número de pares de patas es impar y varía entre 15 y 191 pares. Pueden llegar a medir desde unos cuatro milímetros, en los Lithobiomorpha y Geophilomorpha, hasta los 30 cm en los Scolopendromorpha. Pueden poseer veneno. Se conocen quilópodos fósiles del Silúrico tardío, hace unos 418 millones de años. Se han descrito unas 3300 especies.
Los quilópodos (ciempiés) se distinguen de los diplópodos (milpiés) en que solo tienen un par de patas por cada segmento o metámero de su cuerpo, mientras que los milpiés tienen dos pares de patas por metámero.
La mayoría de especies son depredadoras.

## Características
Las piezas bucales de los quilópodos están formadas por un par de mandíbulas y dos pares de maxilas, que están fusionados en una pieza única; además, el primer par de patas está modificado en grandes uñas, llamadas forcípulas, que usan para capturar las presas y por tanto, actúan como piezas bucales adicionales; las forcípulas alojan en su interior una glándula venenosa.

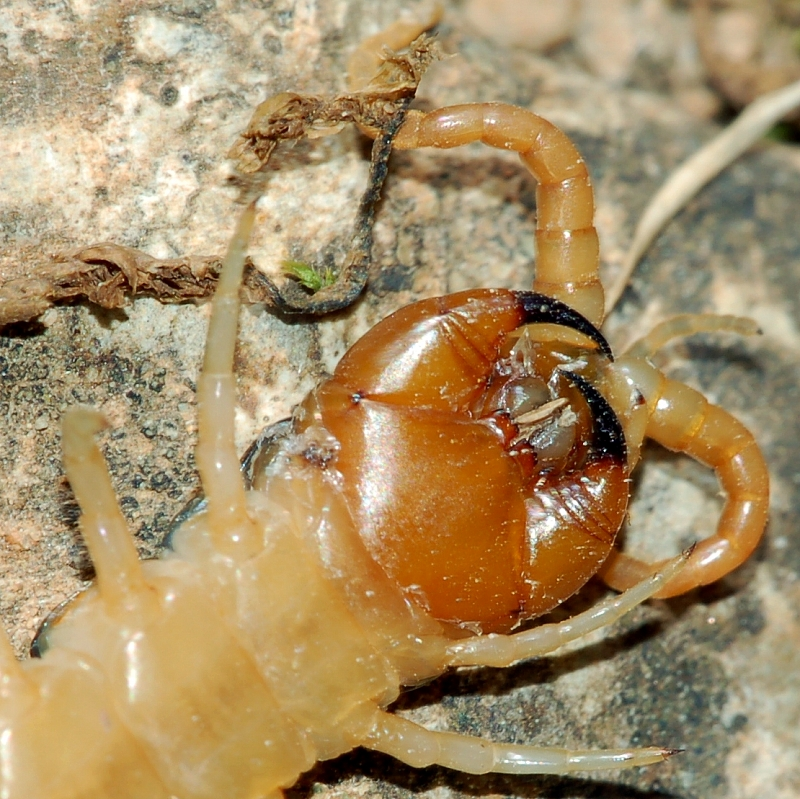
Vista ventral de la cabeza de una escolopendra (Scolopendra cingulata); destacan las potentes forcípulas venenosas.

La cabeza posee una placa cefálica. Algunas especies poseen ojos laterales; las especies de Geophilomorpha son ciegas, Scutigeromorpha se caracteriza por tener un par de ojos compuestos, y el resto pueden ser ciego o poseer uno o más pares de ojos simples. Posee un par de antenas que varía en longitud y número de segmentos, excepto para Geophilomorpha que siempre poseen 14 segmentos.
Cada uno de los segmentos de su cuerpo posee un par de patas, y placas en las zonas dorsal y ventral: tergito y esternito respectivamente. En los laterales posee una región blanda que se conoce como membrana pleural. Es en esta membrana en la que ocurre el intercambio gaseoso excepto para Scutigeromorpha, que posee esta región en la zona dorsal. Los diferentes segmentos de las patas se denominan, desde el más próximo al más distante: coxa, trocánter, prefémur, fémur, tibia y tarso, que termina en uñas tarsales. 
El segmento terminal posee un par de patas comúnmente denominado par anal. No se usan para caminar, y normalmente tienen diferencias morfológicas con el resto. Se utilizan para defenderse o para atraer al sexo opuesto, apreciándose un claro dimorfismo sexual. Los órganos sexuales también se ubican en este segmento. Se pueden ver externamente en Scutigeromorpha, Lithobiomorpha y algunos Geophilomorpha, por lo que machos y hembras son fácilmente distinguibles. Aunque Scolopendromorpha no posee los órganos sexuales externos, muestran dimorfismo sexual ya que las hembras son más largas o anchas que los machos. Al aplicar presión y agua tibia en el último esternito los órganos sexuales emergen.
Destaca un órgano llamado órgano de Tömösvary al que se le supone función sensorial, pero no se sabe con certeza. En Lithobiomorpha y Scutigeromorpha se ve externamente como una elipse que se encuentra en la zona anterior a los ojos. Se han presentado evidencias de que es capaz de detectar el sonido.[cita requerida]
Tienen mecanorreceptores en forma de espina y pelos, que se encuentran en patas y antenas. Lithobiomorpha posee poros coxales en la superficie ventral de las patas 12 a 15 en adultos. Estos se ubican en regiones formadas por hileras de 3 a 4 poros, los cuales se creen poseen un papel en la regulación osmótica y la liberación de feromonas. Estos poros se encuentran también en menor cantidad en ciertos Geophilomorpha y Scolopendromorpha en varios esternitos y últimas coxas. No se sabe si cumplen la misma función en los distintos órdenes.

## Ciclo de vida

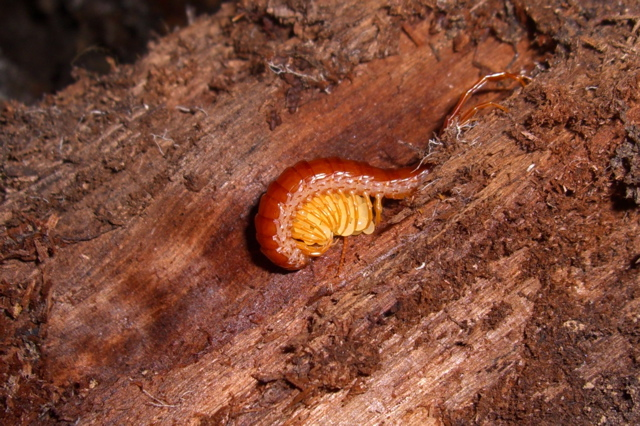
Quilópodo protegiendo sus huevos.

En la reproducción de los quilópodos no interviene la cópula, sino que el macho deposita un espermatóforo para que la hembra lo recoja. En ciertas especies los machos los depositan en una tela, y hacen un baile nupcial a la hembra para que los recoja. En otras, el macho simplemente lo deja para que la hembra lo encuentre. En zonas templadas la puesta de huevos ocurre en primavera y verano, pero en las zonas tropicales y subtropicales parece no haber una estacionalidad en la época de reproducción. Cabe destacar que se conocen algunas especies en que se da la partenogénesis.
Lithobiomorpha  y Scutigeromorpha ponen sus huevos en hoyos en la tierra, los cuales luego cubren y abandonan. Ponen entre 10 a 50 huevos, que no poseen un tiempo definido para su desarrollo pudiendo alargarse de uno a varios meses. El tiempo que tardan en llegar a la etapa adulta depende de cada especie y varía de meses a años. Los quilópodos son longevos en comparación a los insectos, llegando a vivir unos 6 años. Por su baja natalidad, y largos periodos de desarrollo, se los ha clasificado como selección K.
Geophilomorpha y Scolopendromorpha en cambio, ponen de 15 a 60 huevos en un nido en tierra o madera, que son cuidados por la hembra, que los protege y los lame para que no se desarrollen hongos. En ocasiones, en algunas especies se queda la hembra con las crías pero, bajo estrés, puede abandonar a los huevos o crías, pudiendo incluso comérselos[cita requerida]. Los huevos abandonados son fácilmente presa de los hongos. Scolopendromorpha posee ciertas especies en que las crías se alimentan de la madre.
El ciclo vital de Craterostigmomorpha es casi completamente desconocido.

### Desarrollo
A los ciempiés les crecen las patas en diferentes momentos de su desarrollo. En los órdenes considerados basales, véase Lithobiomorpha, Scutigeromorpha y Craterostigmomorpha, el desarrollo es anamórfico: crecen más segmentos y pares de patas entre mudas. Por ejemplo, Scutigera coleoptrata, el ciempiés doméstico, nace con sólo cuatro pares de patas y en sucesivas mudas tiene 5, 7, 9, 11, 15, 15 y 15 pares respectivamente, antes de convertirse en un adulto sexualmente maduro. Los estadios de vida con menos de 15 pares de patas se denominan estadios larvarios y hay unos cinco estadios. Una vez alcanzado el número completo de patas, los estadios postlarvales (unos cinco estadios más) desarrollan gonópodos, poros sensoriales, más segmentos antenales y más ocelos. Todos los ciempiés litobiomorfos maduros tienen 15 segmentos con patas. Los Craterostigmomorpha sólo tienen una fase de anamorfosis, teniendo los embriones 12 pares, y los adultos 15.

Chilopoda detalles, sin antenas.

El clado Epimorpha, formado por los órdenes Geophilomorpha y Scolopendromorpha, es epimórfico, lo que significa que todos los pares de patas se desarrollan en las fases embrionarias, y las crías no desarrollan más patas entre mudas. Este clado contiene los ciempiés más largos. En los Geophilomorpha, el número de segmentos torácicos suele variar dentro de las especies, a menudo sobre una base geográfica y, en la mayoría de los casos, las hembras tienen más patas que los machos. El número de segmentos con patas varía dentro de cada orden. Normalmente 21 o 23 en los Scolopendromorpha y de 27 a 191 en los Geophilomorpha. El número total de pares es siempre impar, por lo que nunca hay exactamente 100 patas o 100 pares, a pesar del nombre común del grupo.
Los segmentos del ciempiés se desarrollan en dos fases. En primer lugar, la cabeza da lugar a un número fijo pero impar de segmentos, impulsado por el gen Hoxs como en todos los artrópodos. En segundo lugar, se añaden pares de segmentos en el extremo de la cola (posterior) mediante la creación de una unidad de prepatrón, un segmento doble, que se divide siempre en dos. La creación repetida de estas unidades prepatrón es impulsada por un reloj oscilador, implementado con la ruta de señalización Notch. Los segmentos son homólogos con las patas de otros artrópodos como trilobites.

## Alimentación y caza

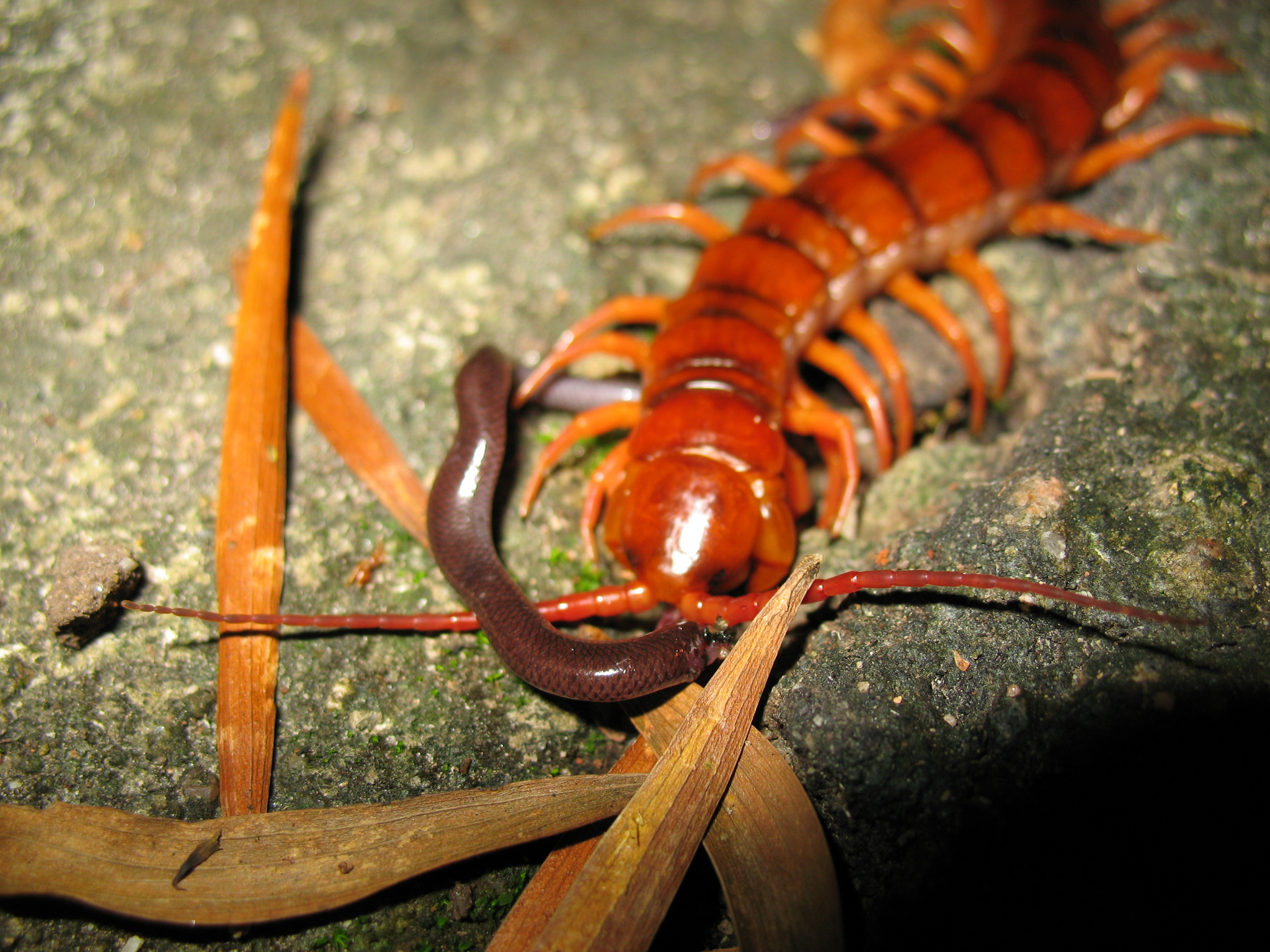
Ciempiés alimentándose de un leptotiflópido.

Los quilopódos por lo general son depredadores y se alimentan de una gran variedad de invertebrados terrestres como insectos, arácnidos, gusanos, lombrices, babosas y caracoles, algunas especies de quilopódos grandes como las escolopendras pueden cazar invertebrados más grandes o pequeños vertebrados como lagartijas, serpientes, roedores y murciélagos. Cuando detectan una presa las atrapan por atrás y las sujetan con sus patas mientras les clavan sus forcípulas o apéndices bucales para envenenar la presa. Cuando la presa está lo suficientemente envenenada las comienzan a devorar. Unas pocas especies son omnívoras y también pueden comer plantas.

## Filogenia y clasificación
De modo tradicional los quilópodos se han dividido en dos subclases, Epimorpha, que contiene a los órdenes Geophilomorpha y Scolopendromorpha, y Anomorpha con los órdenes Lithobiomorpha y Scuterigeromorpha, y Craterostigmomorpha con una situación incierta. Esta clasificación se basa principalmente en el número de patas con que nacen los individuos, los que desarrollan todos los pares de patas y sus respectivos segmentos en su estado embrionario (epimorfosis) pertenecen a Epimorpha. Mientras que los individuos de Anomorpha, llevan a cabo un desarrollo ontogénico basado en constantes mudas en cada una de las cuales obtienen nuevos pares de patas; este proceso varía entre especies.
Según los estudios filogenéticos, tanto morfológicos como moleculares, se ha llegado al cladograma siguiente. El primer clado (Notostigmophora) incluye solo Scuterigeromorpha que poseen los espiráculos de las tráqueas en la región centro-dorsal, mientras que el resto (Pleurostigmophora) los poseen en la zona lateral.

|           | Craterostigmomorpha                                                  |
|           |                                                                      |
| Epimorpha | \| \| Scolopendromorpha \| \| \| \| \| \| Geophilomorpha \| \| \| \| |
|           | \| \| Scolopendromorpha \| \| \| \| \| \| Geophilomorpha \| \| \| \| |
|           | Scolopendromorpha                                                    |
|           |                                                                      |
|           | Geophilomorpha                                                       |
|           |                                                                      |

|  | Scolopendromorpha |
|  |                   |
|  | Geophilomorpha    |
|  |                   |

|           | Craterostigmomorpha                                                  |
|           |                                                                      |
| Epimorpha | \| \| Scolopendromorpha \| \| \| \| \| \| Geophilomorpha \| \| \| \| |
|           | \| \| Scolopendromorpha \| \| \| \| \| \| Geophilomorpha \| \| \| \| |
|           | Scolopendromorpha                                                    |
|           |                                                                      |
|           | Geophilomorpha                                                       |
|           |                                                                      |

|  | Scolopendromorpha |
|  |                   |
|  | Geophilomorpha    |
|  |                   |

|           | Craterostigmomorpha                                                  |
|           |                                                                      |
| Epimorpha | \| \| Scolopendromorpha \| \| \| \| \| \| Geophilomorpha \| \| \| \| |
|           | \| \| Scolopendromorpha \| \| \| \| \| \| Geophilomorpha \| \| \| \| |
|           | Scolopendromorpha                                                    |
|           |                                                                      |
|           | Geophilomorpha                                                       |
|           |                                                                      |

|  | Scolopendromorpha |
|  |                   |
|  | Geophilomorpha    |
|  |                   |

|           | Craterostigmomorpha                                                  |
|           |                                                                      |
| Epimorpha | \| \| Scolopendromorpha \| \| \| \| \| \| Geophilomorpha \| \| \| \| |
|           | \| \| Scolopendromorpha \| \| \| \| \| \| Geophilomorpha \| \| \| \| |
|           | Scolopendromorpha                                                    |
|           |                                                                      |
|           | Geophilomorpha                                                       |
|           |                                                                      |

|  | Scolopendromorpha |
|  |                   |
|  | Geophilomorpha    |
|  |                   |